# 神武小檗
神武小檗（学名：[Berberis ranvenii C. C. Yu & K. F. Chung] 错误：{{Lang}}：文本有斜体标记（帮助）），常綠小灌木，匍匐在地蔓生，是臺灣特有種植物。

## 分布
分布於臺灣的中央山脈南部之雙鬼湖野生動物重要棲息環境以及由北大武山等山岳組成的大武地壘。其中，高雄市茂林區萬頭蘭山與萬山神池一帶較為常見。

## 形態特徵

### 葉
具有複雜的葉脈形式，例如:二級迴圓脈與三級網狀脈。葉子的上表面呈現油亮蠟質光澤。葉形常為披針狀，不同於其他小檗屬的植物。葉緣則具有密集的刺齒，數量多為16至28根刺齒。

### 花
常可見淡黃色的花色，偶爾則有淡綠色的花色出現。花序則為叢生，具三瓣且有三輪之花萼與一輪三瓣的花瓣。

### 果實
外部色澤為黑色，並且不具有宿存的柱頭。

### 莖
一年生的成熟莖(非老莖)呈現紅紫色或深紅色。

## 棲地
喜歡生長在偏乾燥的森林底層，例如:常匍匐於岩石旁。

## 發現及命名
此物種在日據時期便有採集紀錄，但標本數極為稀少，被收在各大標本館的館藏數亦同。另由於神武小檗成熟莖的特殊顏色，使它有別於大多數的小檗物種，且此一特徵於標本上不一定會被保留下來。因此，推測標本數量稀少的原因，可能和大多數族群生長在較少人踏足的雙鬼湖山區，並且生長在海拔較低的乾燥森林下有關。而此一物種的種小名為紀念美國密蘇里植物園彼得雷文(Peter H. Raven)博士於生物地理學，以及全球生物多樣性推廣上的成就，而命名之。中文名則是因物種分布區域範圍大致北起於萬山神池，南至大武山區，因而稱之「神武小檗」。